# Titularbistum Neve
Das Bistum Neve oder Nebo (italienisch diocesi di Neve, lateinisch Dioecesis Nevensis) war ein Titularbistum der römisch-katholischen Kirche und hatte seinen Bischofssitz am Berg Nebo im heutigen Jordanien.
| Titularbischöfe von Neve |                         |                                                |                 |                   |
| Nr.                      | Name                    | Amt                                            | von             | bis               |
| 1                        | Friedrich Justus Knecht | Weihbischof in Freiburg (Deutschland)          | 4. Februar 1894 | 31. Januar 1921   |
| 2                        | Giovanni Rossi          | Weihbischof in Mailand (Italien)               | 9. Juni 1922    | 21. April 1930    |
| 3                        | Patrick Joseph Farrelly | Koadjutorbischof von Lismore (Australien)      | 1. Mai 1931     | 8. Mai 1949       |
| 4                        | Hubert James Cartwright | Koadjutorbischof von Wilmington Delaware (USA) | 3. August 1956  | 6. März 1958      |
| 5                        | William Conway          | Weihbischof in Armagh (Irland)                 | 31. Mai 1958    | 9. September 1963 |